# Tureholms slott

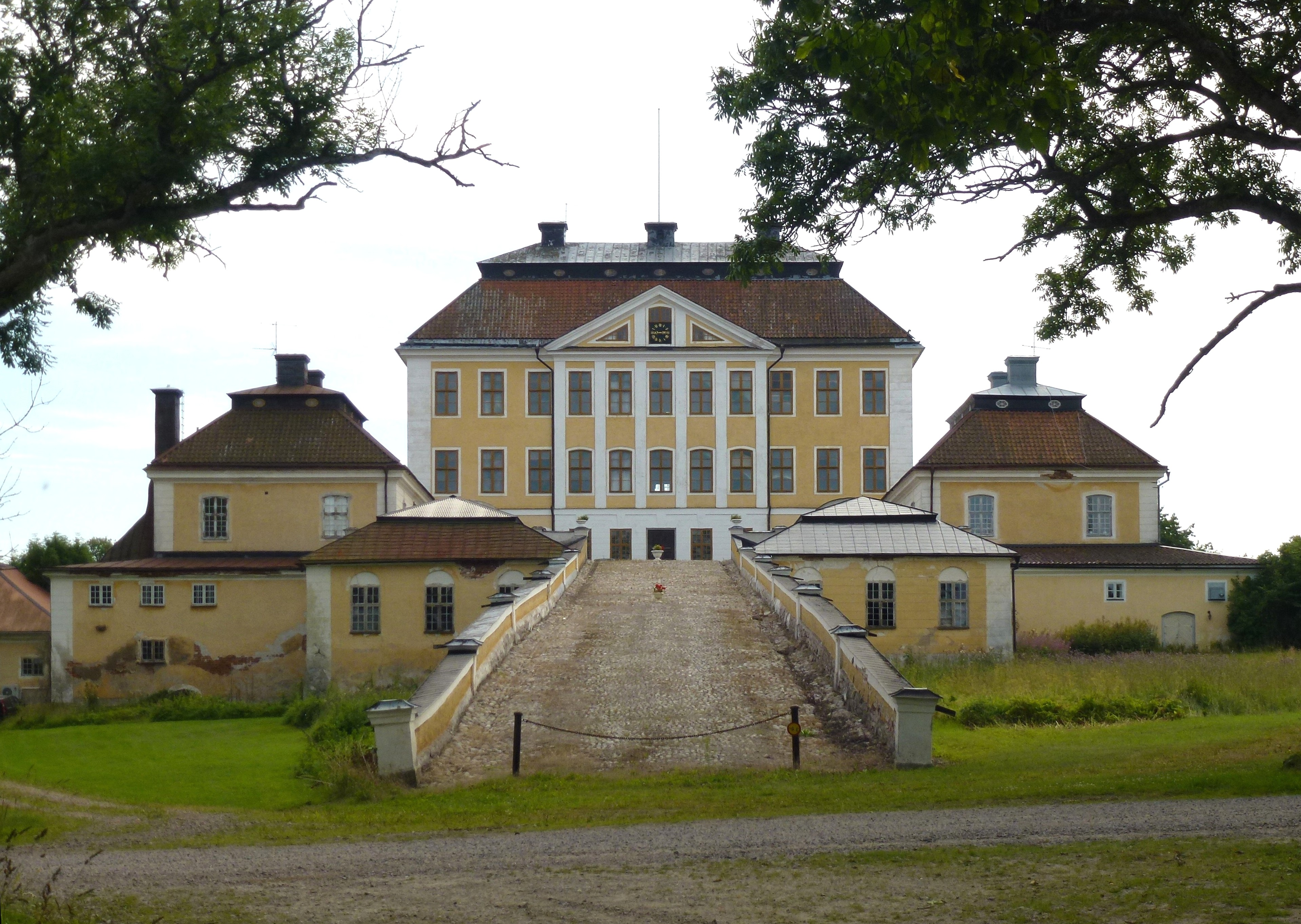
Tureholms slott, fasad mot norr, augusti 2012.

Tureholm (även stavat Thureholm) är ett slott i Trosa kommun, Södermanland. Det högt belägna slottet ligger på platsen för det gamla Gäddeholm, med ursprung från 1300-talet. På 1640-talet byggdes, på uppdrag av Sten Nilsson Bielke, ett slott ritat av Erik Dahlbergh men det brändes ner under ryssarnas härjningar 1719. Tio år senare påbörjade Thure Gabriel Bielke återuppbyggnaden till vad som skulle bli dagens byggnad. Arkitekt var Carl Hårleman. Tureholm skyddas som byggnadsminne sedan 1987. 

## Historik

### Tidig historik

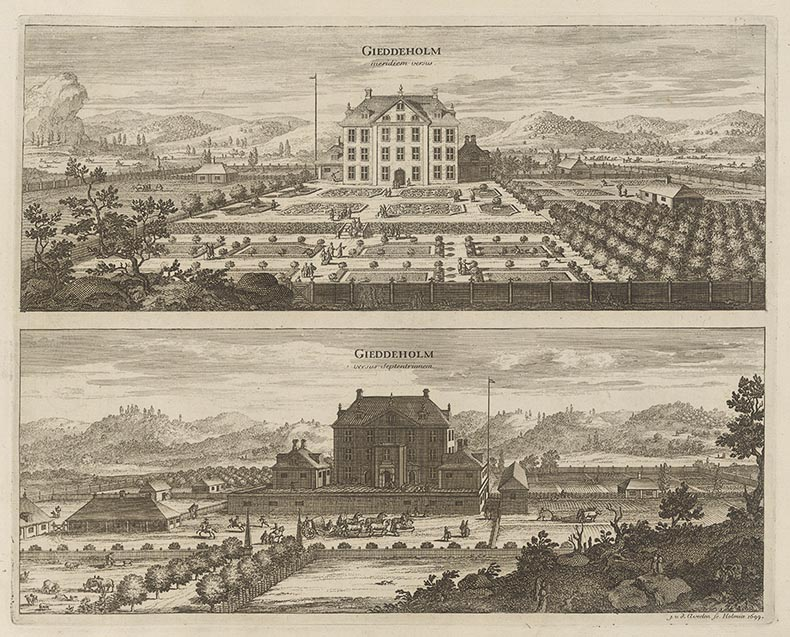
"Gieddeholm" i Suecia antiqua et hodierna innan det brändes ner 1719.

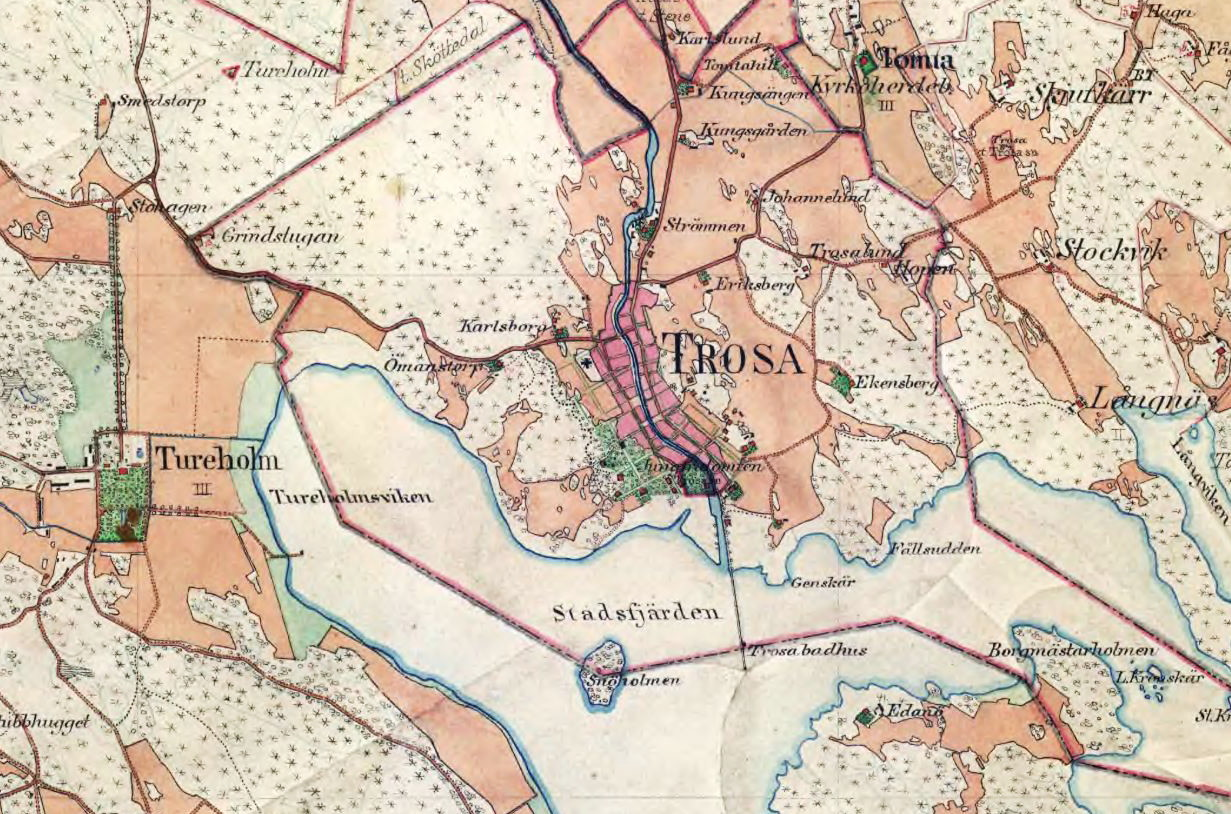
Trosa och Tureholm med omgivning på Häradsekonomiska kartan, 1897.

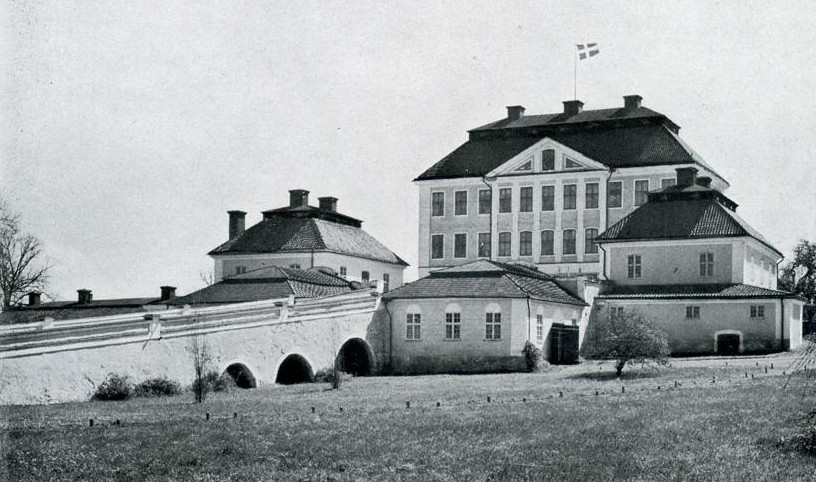
Tureholm på 1930-talet.

Den äldsta kända ägaren var Nils Gädda (Niklis Gädda), därav det ursprungliga namnet "Gäddeholm" (även Gieddeholm). Nils Gäddas son Karl Nilsson Gädda, var häradshövding i Hölebo härad och omtalas 1419-1450. Karls son Erengisle Gädda ärvde Gäddeholm. Liksom sin far och farfar var Erengisle häradshövding i Hölebo och bodde på den efter släkten uppkallade sätesgården. Han blev riksråd 1457 genom att ansluta sig till upproret mot Karl Knutsson (Bonde) och blev slagen till riddare vid unionskungen Kristian I:s kröning samma år. Senare var han bland Erik Axelssons (Tott) anhängare vid förlikningen med Jöns Bengtsson (Oxenstierna) 1466, och var med 1467 återkallandet av Karl Knutsson. Gäddeholm gick sen i arv till hans son Nils Gädda, slagen till riddare vid kröning av unionskungen Hans 1497. Han förblev denne trogen även efter upproret 1501 och tjänstgjorde som hövitsman på Kalmar 1504-1505 och därefter på Lyckå i Blekinge. Nils dog 1508, och med honom utdog släkten Gädda på manssidan. Han var trolovad med Kristina Nilsdotter (Gyllenstierna), som sedan blev gift med hans faster Iliana Gäddas son Sten Sture d.y. Kristina hade fått Gäddeholm som morgongåva, och när hon dog 1559 gick sätesgården vidare till deras son, greven Svante Sture d.y, som dödades tillsammans med sönerna Nils och Erik samt några andra stormän i de så kallade Sturemorden 1567 under Erik XIV. Efter Svante Sture d.y. död 1567, gick Gäddeholm över till dottern Sigrid Sture (1538-1613), som sedan 1562 var gift med Ture Pedersson Bielke. De hade fem barn. År 1576 uppfördes ett nytt stenhus.
På 1640-talet lät Sten Nilsson Bielke uppföra, efter ritningar av arkitekten Erik Dahlbergh, ett stort pampigt slott i tre våningar. En illustration i Suecia antiqua et hodierna visar slottet innan det brändes ner under ryssarnas härjningar 1719. Gäddeholm stod därefter i flera år som en ruin med svärtade murar.

### Nyare historik
Slottet återuppbyggdes efter ritningar av Carl Hårleman med ursprungsbyggnaden som förebild, eftersom en del bärande väggar kunde återanvändas. Byggherre var denna gång Thure Gabriel Bielke. Arbetet med att uppföra det nya slottet pågick från 1728 till 1740-talet, och 1761 döptes slottet om till Thureholm, efter sin byggherres förnamn. Thure Gabriel Bielke dog två år efter färdigställandet av slottet och hans son Nils Adam Bielke ärvde Thureholm. År 1774 upptäcktes Tureholmskatten, en samling guldföremål från 300-550-talet e.Kr, på hans gods vid Tuna i Västerljungs socken, i Trosa kommun. Guldskatten grävdes ner under folkvandringstiden och vägde cirka 12 kilogram. Han meddelade om det viktiga fyndet till den kulturintresserade kung Gustav III, och löste in delar av den, bland annat en massiv halsring stämplad med halvmånar, inofficiellt i arkeologkretsar kallas "Härskarringen". Resten av skatten bestod av spirallagda guldtenar, s.k. betalningsguld. Dessa som utgjorde nio tiondelar av skatten fick greven behålla då rikets dåliga finanser inte tillät inlösen. Han smälte ner dem, fick tillverkad dukater och kunde då betala sina skulder. Tureholm gick sedan i arv inom släkten Bielke fram till 1915 då ryttmästare Thure Bielke sålde godset till vice häradshövding Knut Tillberg. Redan året därpå sålde Tillberg tillbaka egendomen till Thure Bielke. År 1921 sålde Bielke i sin tur slottet till generalkonsul och ryttmästare Herman Gullberg av släkten Gullberg. 1935 sålde Gullberg det vidare till släkten Bonde, som än idag (2012) äger Thureholm (numera även stavat Tureholm). Familjen Bonde bor inte i själva huvudbyggnaden utan i flyglarna. Slottet används till olika ändamål, bland annat har de guidade visningar för allmänheten.

### Rustkammaren
När Tureholms slott åter byggdes upp under 1730- och 40-talen inreddes ett särskilt rum till rustkammare. Samlingen utökades genom åren då flera generationer ur familjen Bielke i rustkammaren förvarade vapen och verktyg för dagligt bruk. I rustkammaren samlade man också vapen mm. som blivit viktiga minnesföremål för släkten. Rummet där rustkammaren förvarades låg i bottenvåningen av slottet och kallades "Skrif-kammaren". År 1915 inköptes till Livrustkammaren den fasta inredningen och möbler, målningar, samtliga vapen och andra föremål som hörde till rustkammaren. Redan år 1877 hade en del av vapensamlingen överförts i Livrustkammarens ägo, nu tillkom ytterligare nästan 500 föremål. Idag kan man i Livrustkammaren se rummet med ekpanel på väggarna och alla föremålen: porträtt, skrivbord och skrivstol, skjutvapen, värjor och svärd och verktyg.

## Arkitektur
Huvudbyggnaden är ett putsat trevånings stenhus med långpartiernas mittfasader markerade genom pilastrar och lågspetsiga gavelfrontoner i takfoten med en klocka år norr och söder. Södra sidans mittrisalit är framdragen framför fasadlinjen. Taket är utfört som ett tegeltäckt säteritak. Huset omges av en hög borggårdsterrass med två flygelbyggnader (Östra och Västra flygeln). Från norr leder en monumental uppfartsväg, delvis murad på sluttande valv. Närmast terrassen flankeras den av ytterligare två låga flyglar (Långa gången i öst och Gula huset i väst). Under uppfartsrampen, närmast slottsgården finns stallet. På slottets södra sida ligger en trädgård i fransk stil med terrasser och häckar. Åren 1853-55 utfördes större reparationer och ombyggnader med Fredrik Wilhelm Scholander som ansvarig arkitekt.

Bilder arkitektur
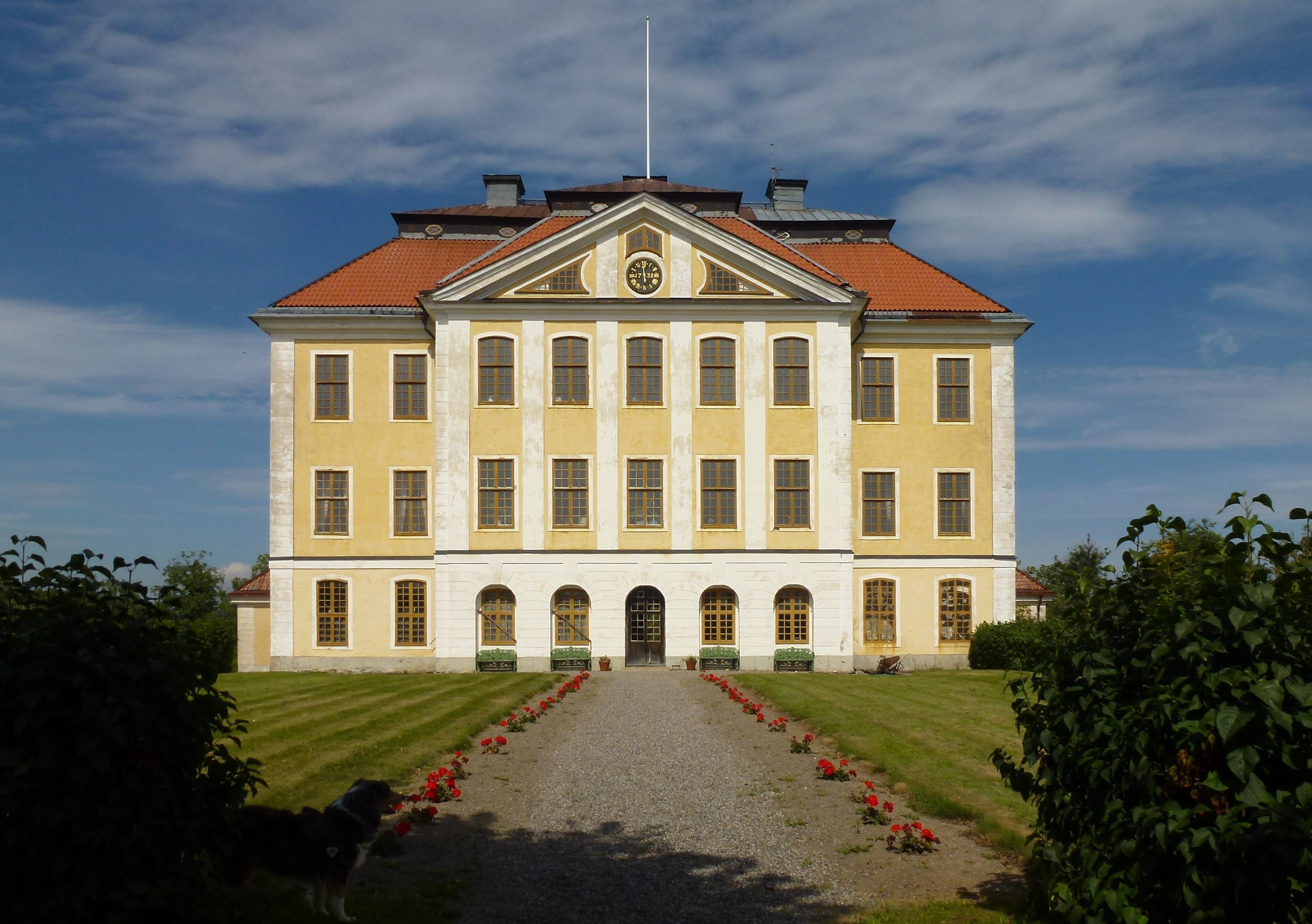
Fasad mot syd
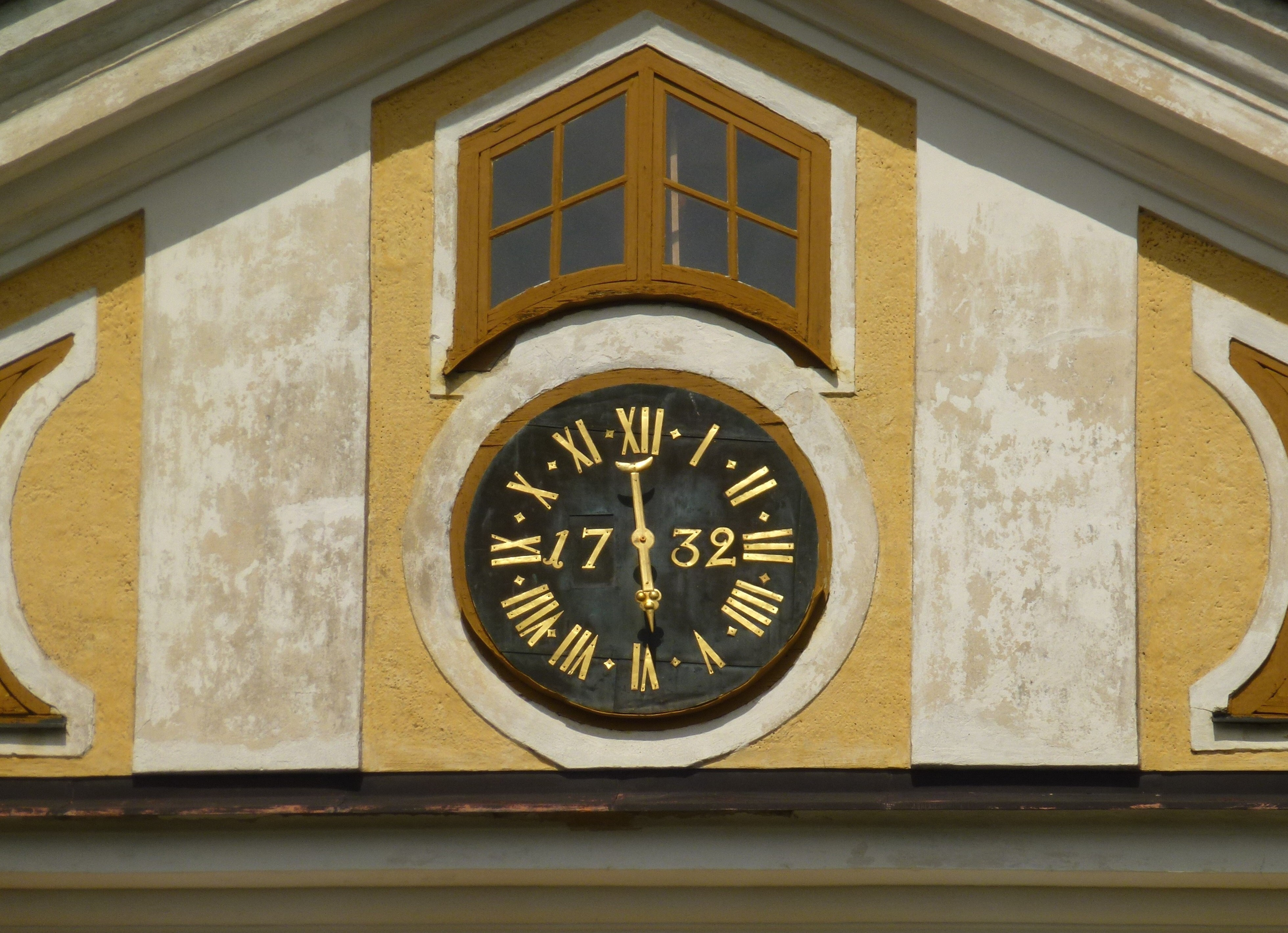
Klockan i gavelfrontonen
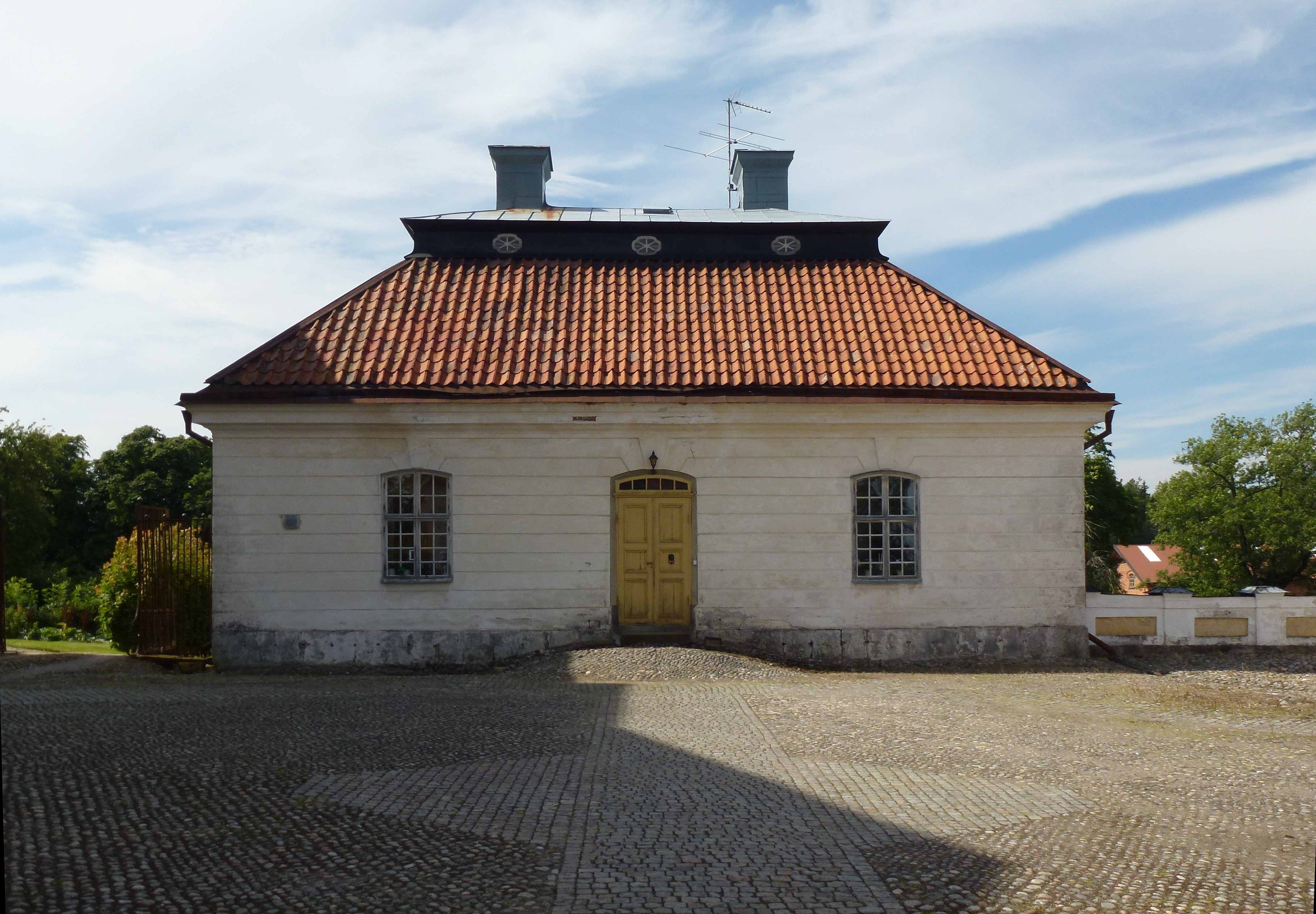
Västra flygeln
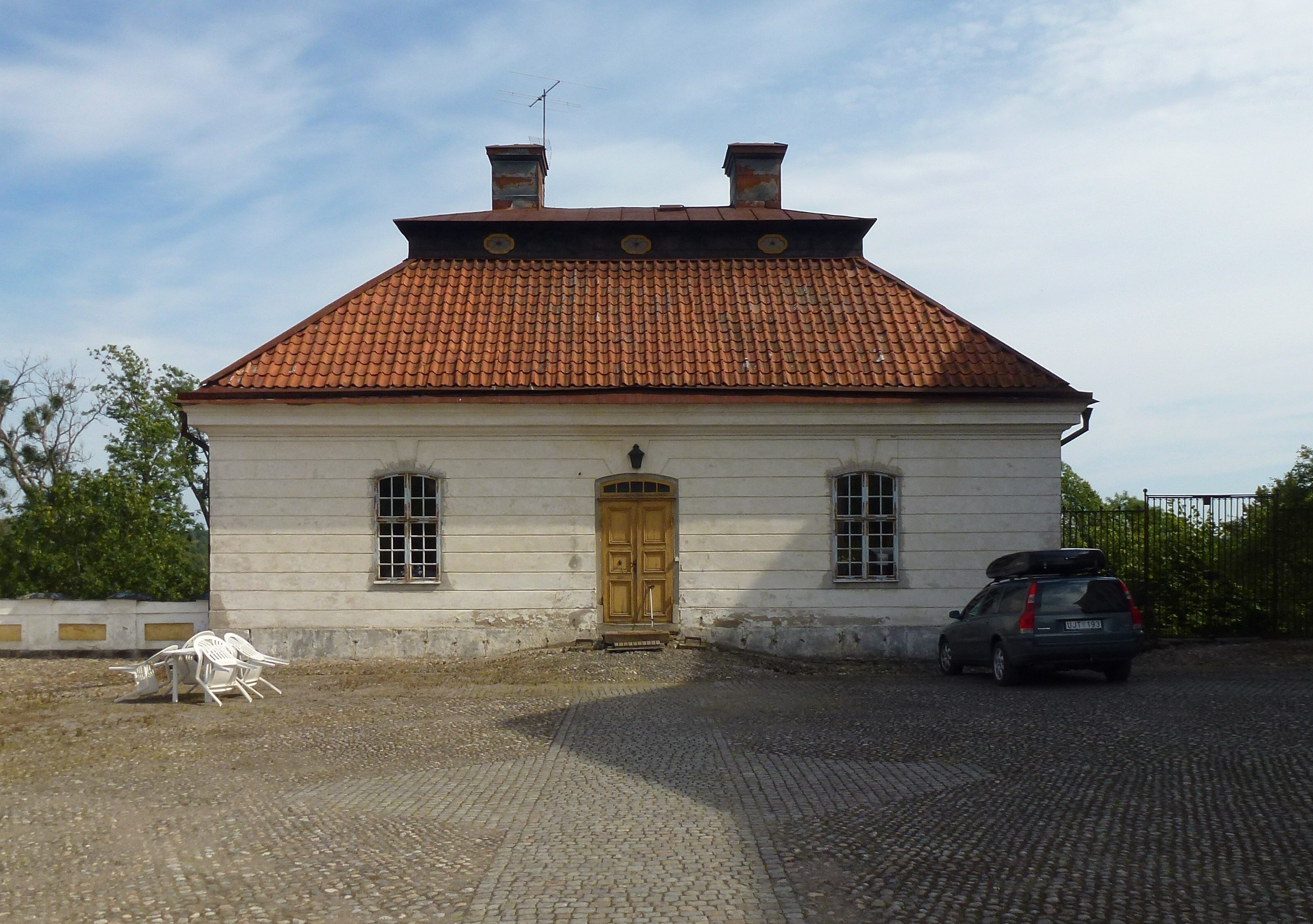
Östra flygeln

## Interiör
Det unika med Tureholms slott är att den fasta inredningen och utsmyckning nästan i sin helhet är bevarad. I slottet finns ett stort bibliotek och en mängd släktporträtt. I bottenvåningen märks det stora kinainspirerade köket med färgsättning i blå kulörer. På övre våningsplanet ligger "Kungssalen" med målningar föreställande många svenska regenter. På övervåningen ligger det så kallade "Papegojrummet" som har sitt namn efter papegojamotiv över dörrarna. En stor väggmålning illustrerar "Pekings förbjudna stad" (eller så som konstnären föreställde sig det). Rustkammaren hade förr omfattande samlingar av vapen och krigsminnen ända från slutet av 1500-talet. Största delen införlivades 1915 med Livrustkammaren, som redan förut ägde en del av de dyrbaraste föremålen. Fem franska gobelänger från 1690-talet tillverkade i Beauvais såldes 1914 till Stockholms stadshus för att smycka väggarna i lilla salen Ovalen.

Interiörbilder
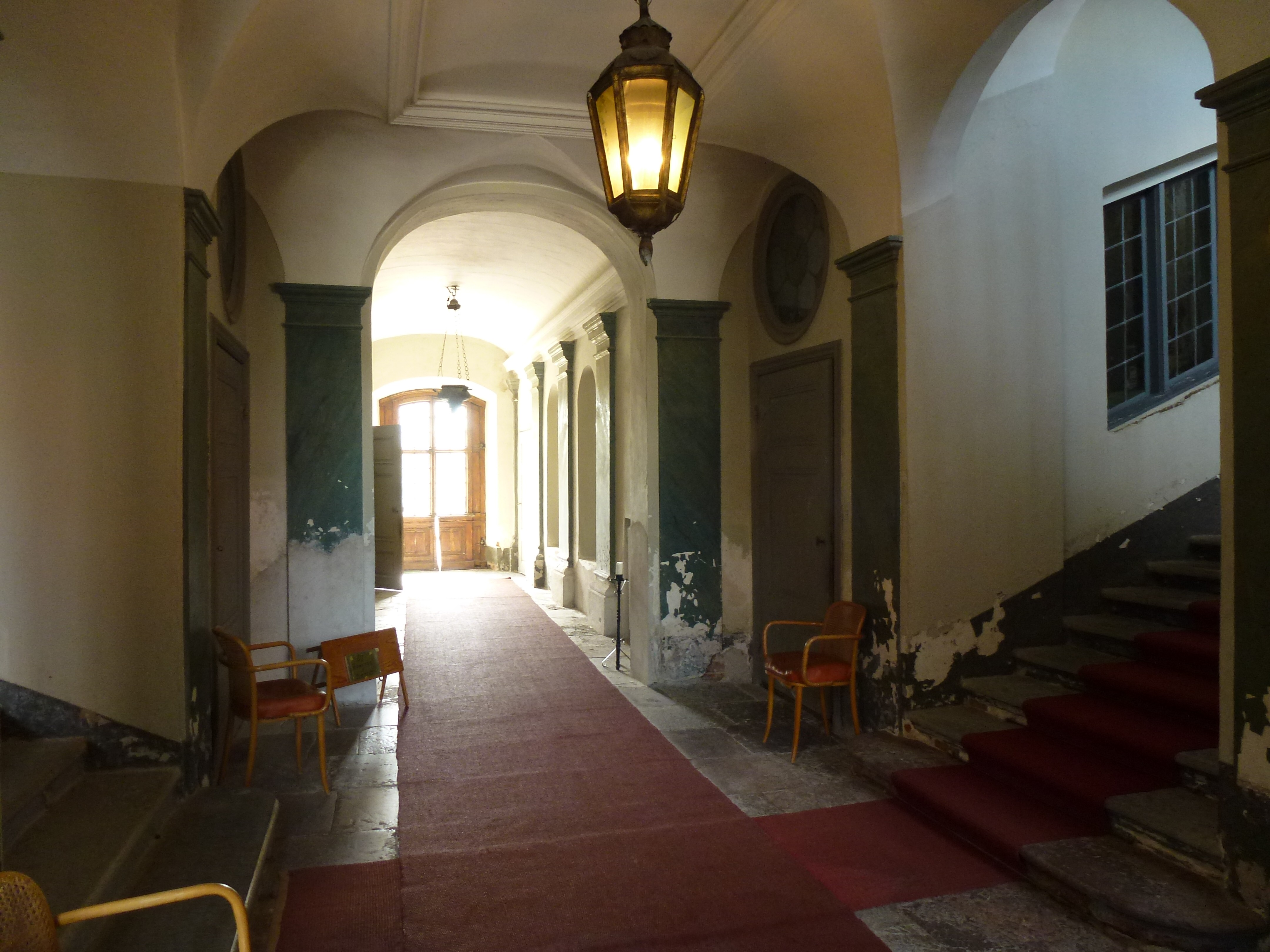
Entréhallen
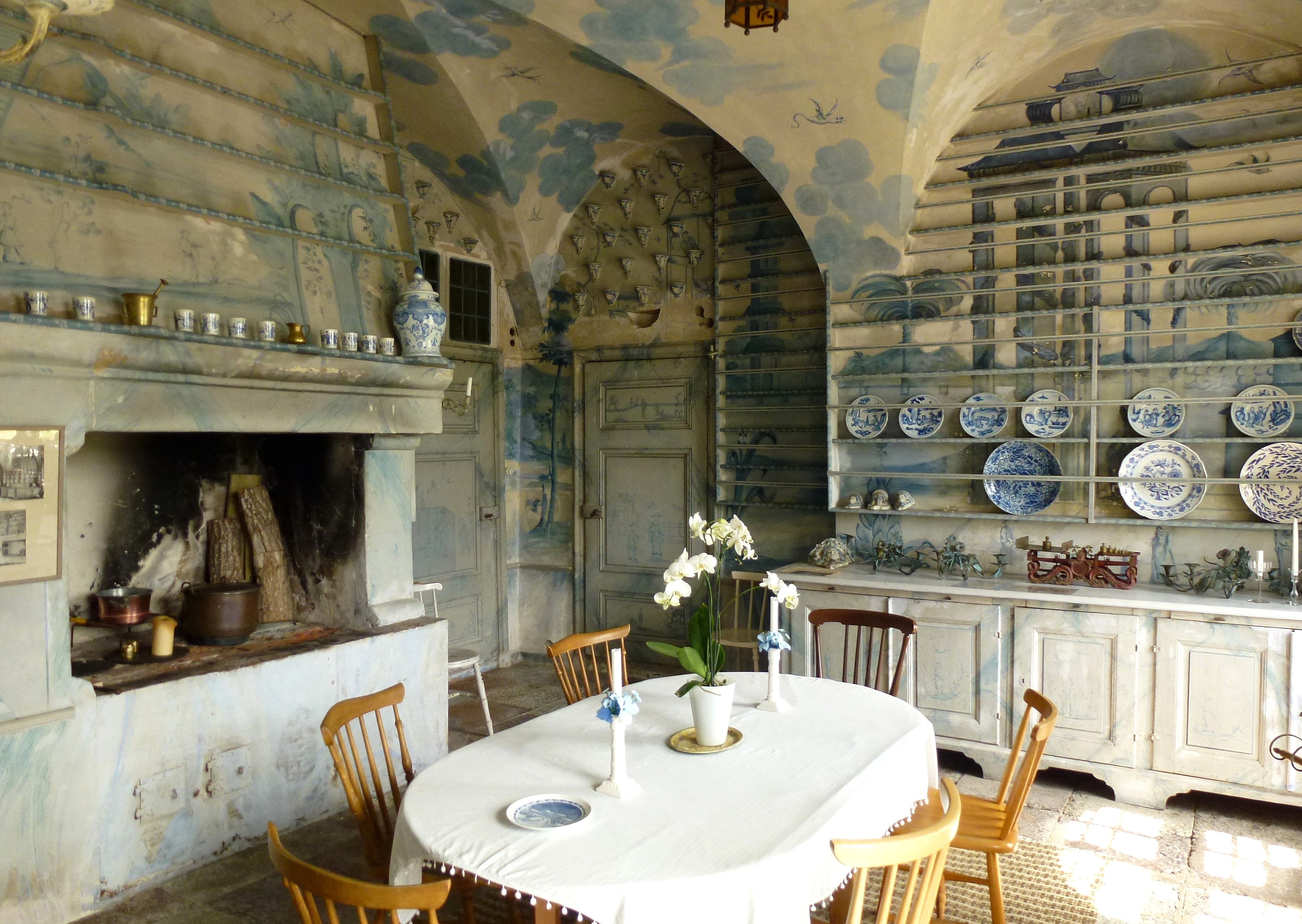
Köket
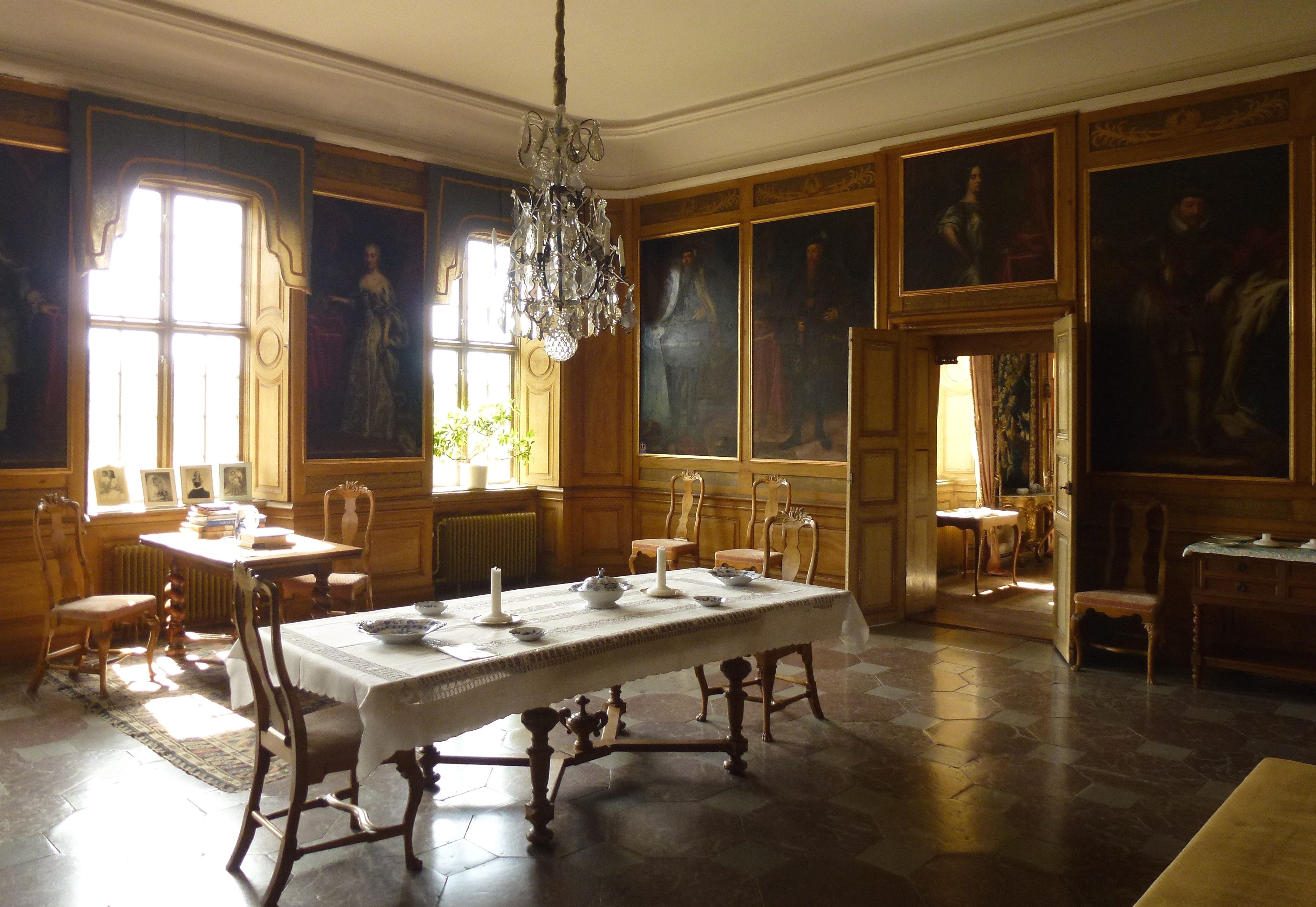
Kungssalen
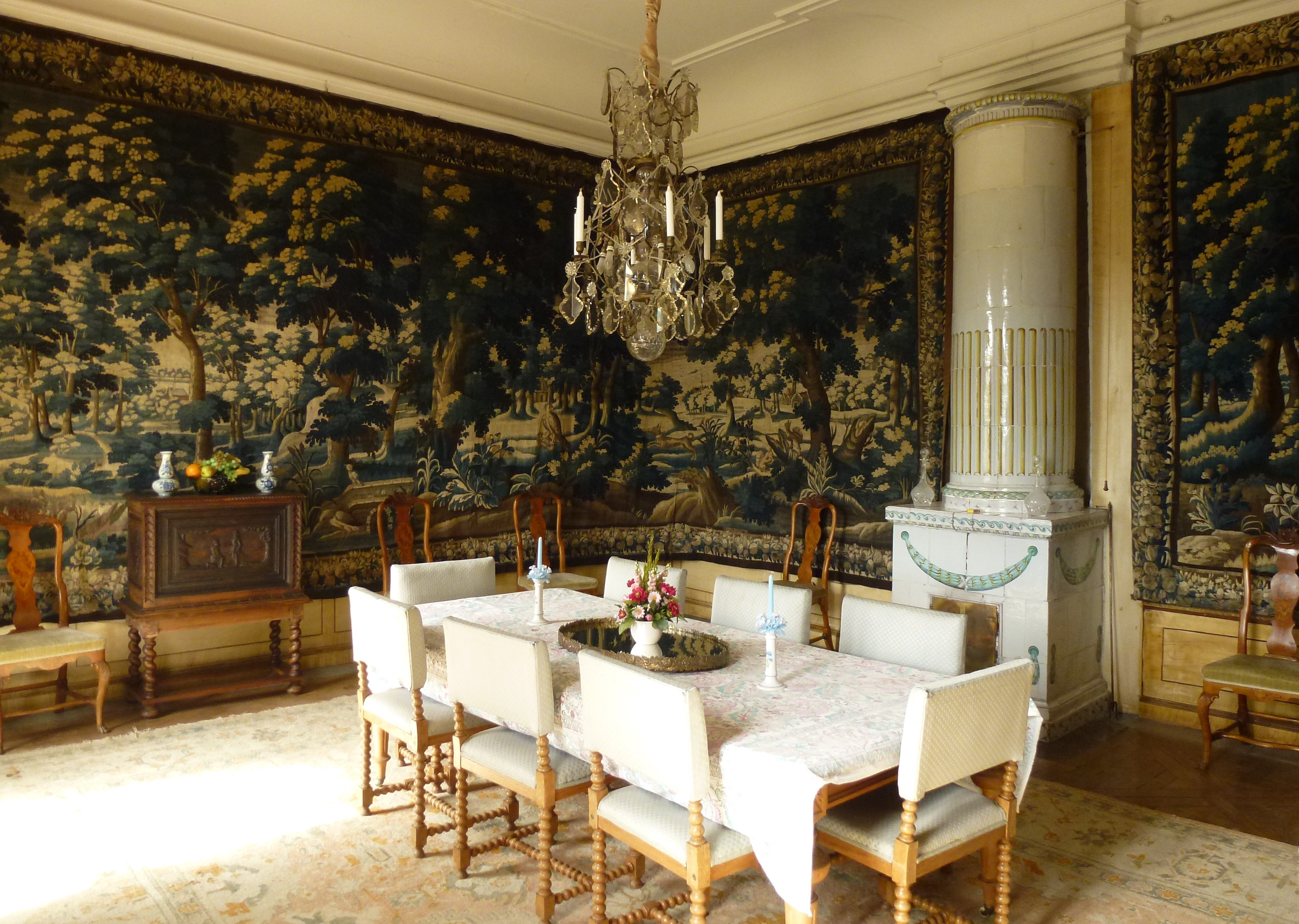
Matsalen

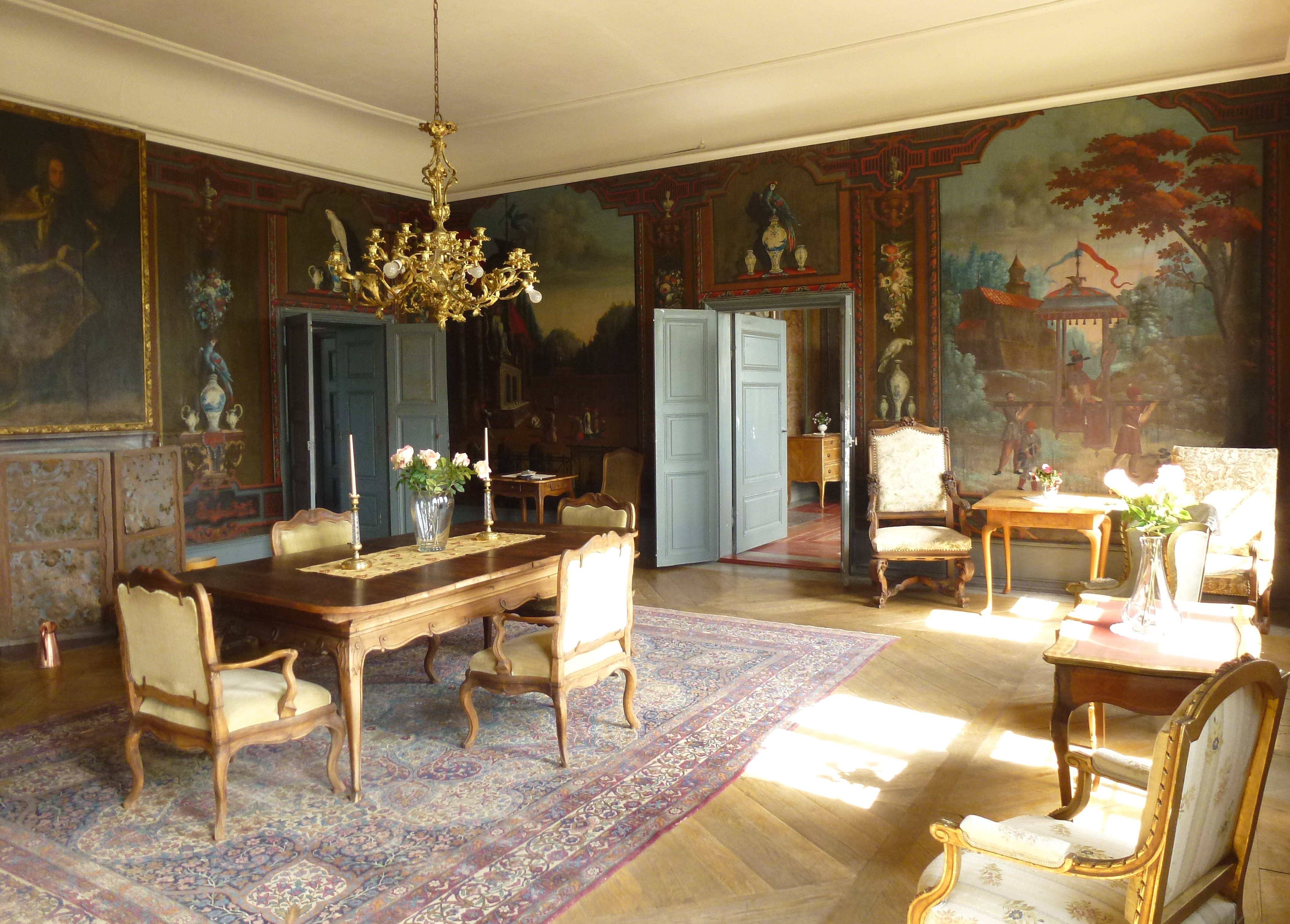
Papegojrummet
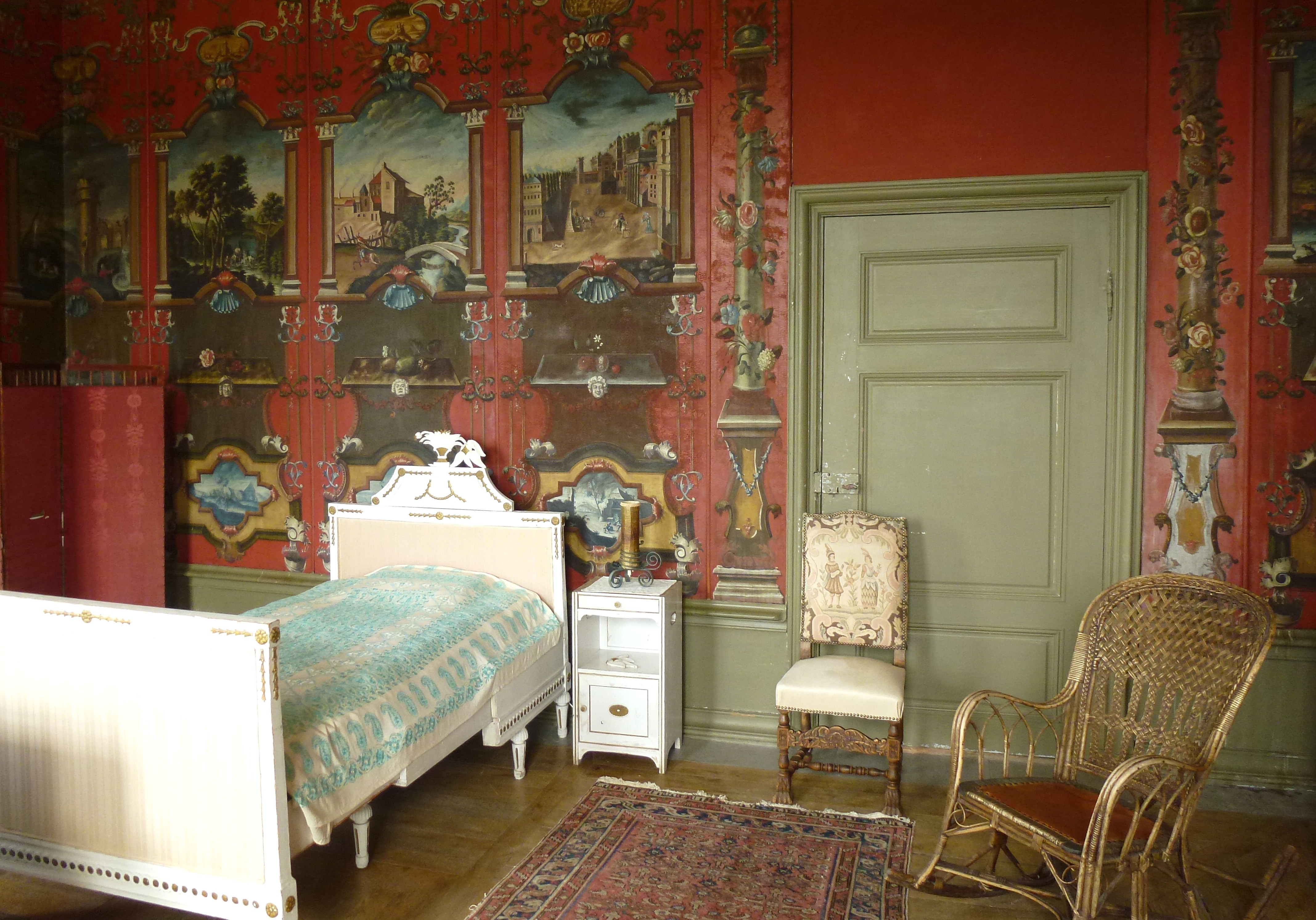
Röda rummet
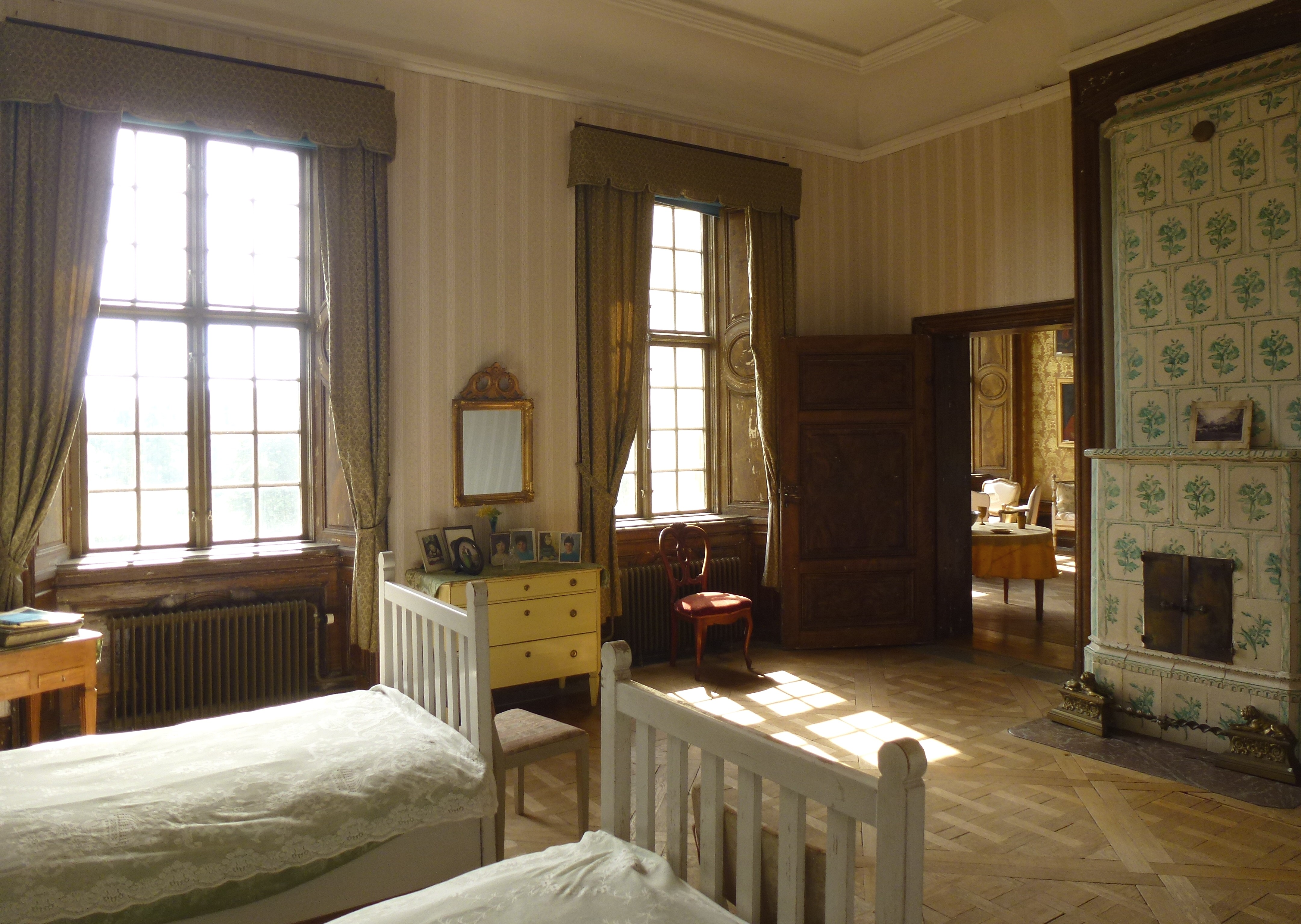
Gobelängrummet
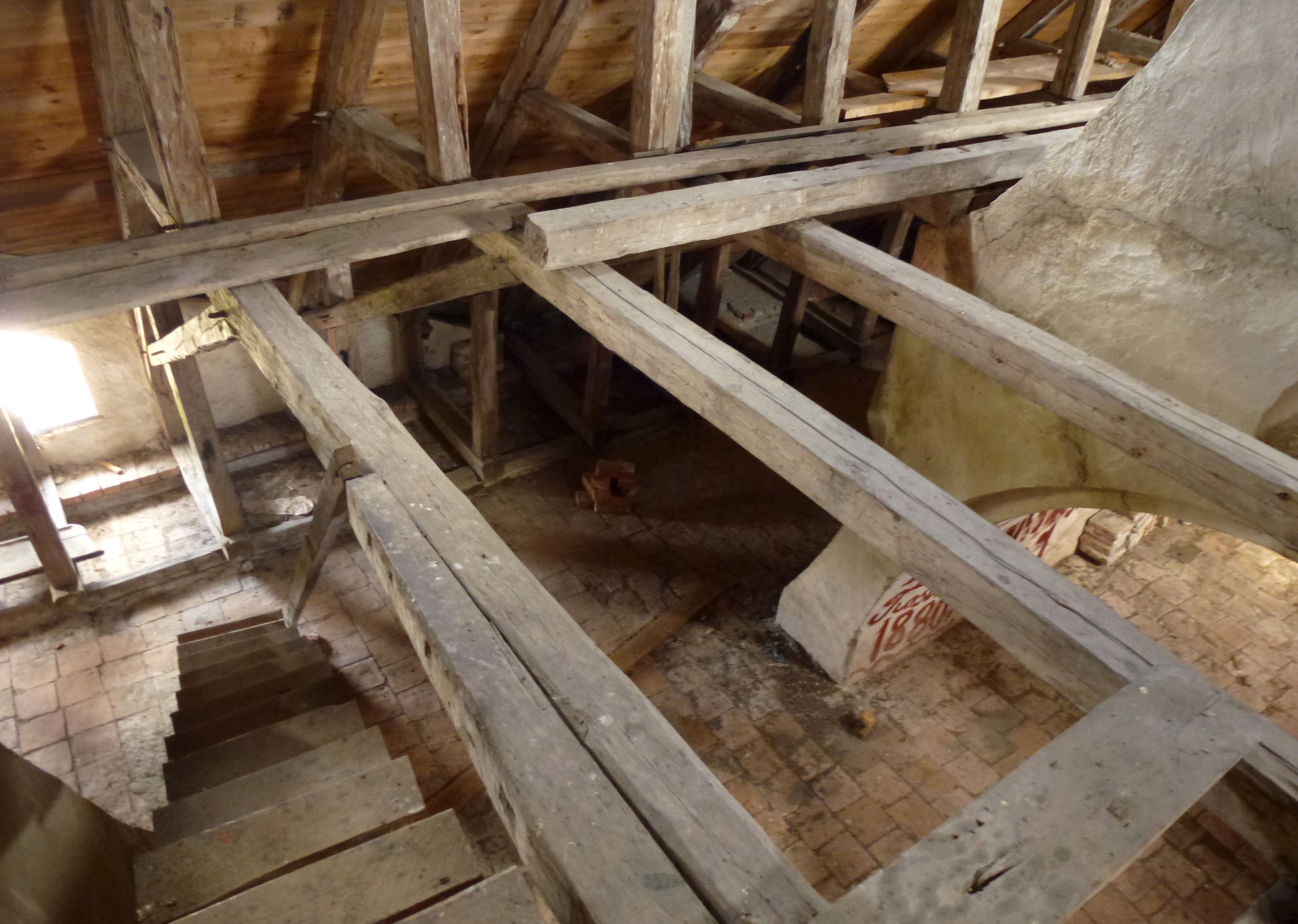
Vinden, takstolen

## Kronologisk sammanfattning och ägarlängd
Uppgifter enligt "Thureholms slott, Södermanland, vårdprogram 2012", upprättat av Peter von Knorrings arkitektkontor.

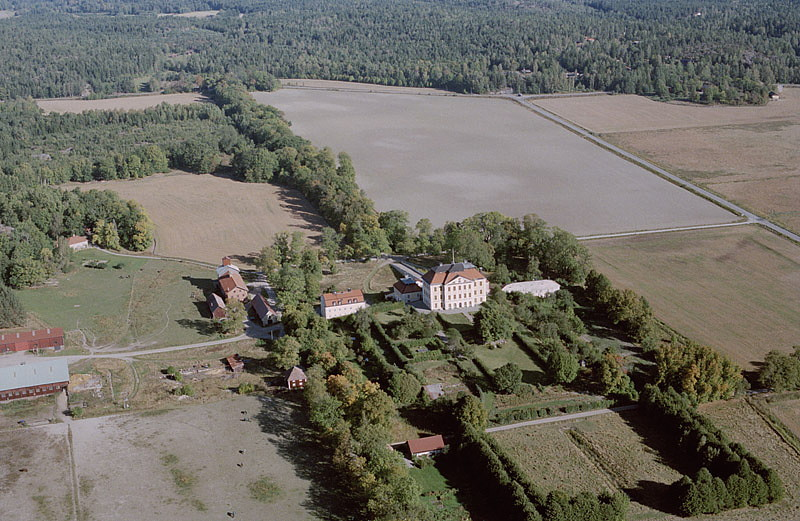
Tureholm och allén i september 1997

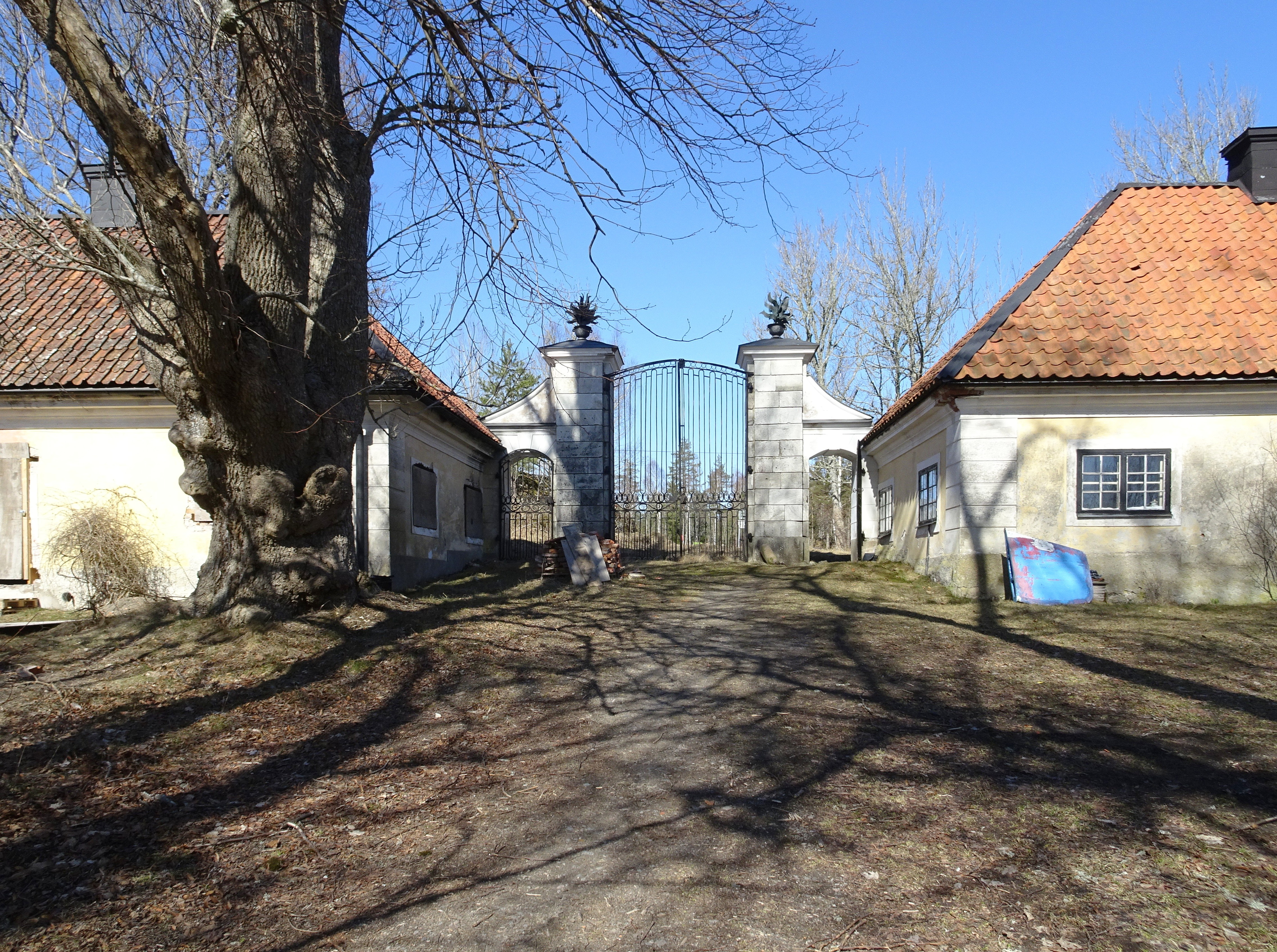
Tureholm grinden och grindstugorna, som finns i norra slutet av allén, april 2018

- 1383 Niklis (Nils) Gädda bildar Gäddeholm
- Sonen Karl Nilsson Gädda
- 1450? Sonen Erengisle Karlsson Gädda (död 1475)
- 1475 Sonen Nils Gädda (död 1508), systern Iliana Gädda (1468-1495), gift med Svante Nilsson Sture (1450-talet-1512)
- 1508 Deras son Sten Sture d y (1492-1520), gift med Christina Gyllenstierna
- 1511 Morgongåva till Christina Gyllenstierna
- 1559 Sonen Svante Sture, gift med Maria Eriksdotter Leijonhufvud
- 1567 Dottern Sigrid, gift med Ture Pedersson Bielke
- 1576 Nytt stenhus
- 1613 Deras dotter Kerstin Bielke, ogift
- 1646 Hennes brorson Sten Bielke
- 1665-72 Ombyggnad, ritad av Erik Dahlbergh
- 1685 Reduktion
- 1686 Genom byte hans son Thure Bielke
- 1687 Genom byte greve Nils Bielke, gift med Eva Horn
- 1716 Hans änka Eva Horn
- 1719 Nedbränt av ryssarna
- 1729-47 Nybyggnad, ritad av Carl Hårleman
- 1740 Sonen Thure Gabriel Bielke, gav namnet Thureholm
- 1763 Sonen Nils Adam Bielke
- 1792 Sonen Gustaf Thure Bielke
- 1796-99 Västra långflygeln ersätts med en ny byggnad
- 1833 Sonen Axel Gabriel Bielke (samt brodern Nils och systern Eva 1/3 var)
- 1853-55 Större reparation och ombyggnader, Fredrik Wilhelm Scholander
- 1863-90 Eric Carl Oxenstierna ägde 1/3 av Thureholm efter sin farmor Eva Bielke
- 1877 Nils Bielkes barn Thure och Ebba Charlotta Bielke
- 1899 Thure Bielkes barn Thure, Sten och Anna Paulin Bielke
- 1915 Genom köp Knut Tillberg
- 1916 Genom köp Thure Bielke
- 1921 Genom köp M H Gullberg
- 1935 Genom köp Christer Bonde
- 1947 Gösta Torkel och Ulla Bonde
- 1982 Christer Bonde och Charlotte Söderberg